# 13e étape du Tour de France 2013
Pour un article plus général, voir Tour de France 2013.
La 13e étape du Tour de France 2013 s'est déroulée le vendredi 12 juillet 2013. Elle part de Tours et arrive à Saint-Amand-Montrond.

## Parcours
Cette étape de 173 km traverse l'Indre-et-Loire, l'Indre et Le Cher. Le sprint de Saint-Aoustrille, au km 112,5, est précédé par la côte de Crotz, de quatrième catégorie.

## Déroulement de la course
Dès le départ, six coureurs s'échappent : Przemysław Niemiec (Lampre-Merida), Yohann Gène (Europcar), Rubén Pérez (Euskaltel Euskadi), Kris Boeckmans (Vacansoleil-DCM), Cyril Lemoine (Sojasun) et Luis Ángel Maté (Cofidis). Leur avance maximale est de 3 minutes 45 secondes, lorsqu'au kilomètre 56, la formation Omega Pharma-Quick Step se porte à l'avant du peloton, accélère fortement et, profitant du vent de côté, crée des bordures. Cette équipe piège la moitié du peloton, dont le sprinter allemand Marcel Kittel (Argos-Shimano). Quelques kilomètres plus loin, Alejandro Valverde (Movistar) est victime d'une crevaison, et est incapable de revenir dans le peloton malgré l'aide de presque tous ses équipiers, car la formation Belkin est venue prêter main-forte aux coureurs d'Omega Pharma-Quick Step.
À 31 kilomètres de l'arrivée, l'équipe Saxo-Tinkoff se positionne en tête du peloton et fait à nouveau un coup de bordure. Quatorze coureurs se retrouvent à l'avant : Alberto Contador, Nicolas Roche, Roman Kreuziger, Michael Rogers, Matteo Tosatto et Daniele Bennati pour l'équipe Saxo-Tinkoff, Mark Cavendish, Sylvain Chavanel et Niki Terpstra pour Omega Pharma-Quick Step, Bauke Mollema et Laurens ten Dam pour Belkin, Peter Sagan et Maciej Bodnar pour Cannondale et Jakob Fuglsang (Astana). Le peloton où se trouve Christopher Froome (Sky) ne parvient pas à revenir sur eux. Cavendish s'impose au sprint devant Sagan et Mollema. Le peloton termine à une minute et neuf secondes. Valverde arrive 9 minutes et 54 secondes après le vainqueur de l'étape. Froome conserve le maillot jaune, mais voit Mollema prendre la deuxième place et revenir à 2 minutes et 28 secondes. Contador prend la troisième place à 2 minutes et 45 secondes.

## Résultats

### Classement de l'étape
| Classement de la 13e étape | Classement de la 13e étape | Classement de la 13e étape | Classement de la 13e étape | Classement de la 13e étape |
|                            | Coureur                    | Pays                       | Équipe                     | Temps                      |
| -------------------------- | -------------------------- | -------------------------- | -------------------------- | -------------------------- |
| 1er                        | Mark Cavendish             | Royaume-Uni                | Omega Pharma-Quick Step    | en 3 h 40 min 8 s          |
| 2e                         | Peter Sagan                | Slovaquie                  | Cannondale                 | + 0 s                      |
| 3e                         | Bauke Mollema              | Pays-Bas                   | Belkin                     | + 0 s                      |
| 4e                         | Jakob Fuglsang             | Danemark                   | Astana                     | + 0 s                      |
| 5e                         | Niki Terpstra              | Pays-Bas                   | Omega Pharma-Quick Step    | + 0 s                      |
| 6e                         | Roman Kreuziger            | Tchéquie                   | Saxo-Tinkoff               | + 0 s                      |
| 7e                         | Alberto Contador           | Espagne                    | Saxo-Tinkoff               | + 0 s                      |
| 8e                         | Laurens ten Dam            | Pays-Bas                   | Belkin                     | + 0 s                      |
| 9e                         | Sylvain Chavanel           | France                     | Omega Pharma-Quick Step    | + 6 s                      |
| 10e                        | Michael Rogers             | Australie                  | Saxo-Tinkoff               | + 9 s                      |
| modifier                   |                            |                            |                            |                            |

### Points attribués
| Sprint intermédiaire de Saint-Aoustrille (km 112,5) | Sprint intermédiaire de Saint-Aoustrille (km 112,5) | Sprint intermédiaire de Saint-Aoustrille (km 112,5) | Sprint intermédiaire de Saint-Aoustrille (km 112,5) | Sprint intermédiaire de Saint-Aoustrille (km 112,5) |
| --------------------------------------------------- | --------------------------------------------------- | --------------------------------------------------- | --------------------------------------------------- | --------------------------------------------------- |
|                                                     | Coureur                                             | Pays                                                | Équipe                                              | Point(s)                                            |
| 1er                                                 | André Greipel                                       | Allemagne                                           | Lotto-Belisol                                       | 20                                                  |
| 2e                                                  | Mark Cavendish                                      | Royaume-Uni                                         | Omega Pharma-Quick Step                             | 17                                                  |
| 3e                                                  | Peter Sagan                                         | Slovaquie                                           | Cannondale                                          | 15                                                  |
| 4e                                                  | Juan Antonio Flecha                                 | Espagne                                             | Vacansoleil-DCM                                     | 13                                                  |
| 5e                                                  | Fabio Sabatini                                      | Italie                                              | Cannondale                                          | 11                                                  |
| 6e                                                  | Matteo Tosatto                                      | Italie                                              | Saxo-Tinkoff                                        | 10                                                  |
| 7e                                                  | Daniele Bennati                                     | Italie                                              | Saxo-Tinkoff                                        | 9                                                   |
| 8e                                                  | Niki Terpstra                                       | Pays-Bas                                            | Omega Pharma-Quick Step                             | 8                                                   |
| 9e                                                  | Michael Rogers                                      | Australie                                           | Saxo-Tinkoff                                        | 7                                                   |
| 10e                                                 | Tony Martin                                         | Allemagne                                           | Omega Pharma-Quick Step                             | 6                                                   |
| 11e                                                 | Alberto Contador                                    | Espagne                                             | Saxo-Tinkoff                                        | 5                                                   |
| 12e                                                 | Maxime Monfort                                      | Belgique                                            | RadioShack-Leopard                                  | 4                                                   |
| 13e                                                 | Robert Gesink                                       | Pays-Bas                                            | Belkin                                              | 3                                                   |
| 14e                                                 | Roman Kreuziger                                     | Tchéquie                                            | Saxo-Tinkoff                                        | 2                                                   |
| 15e                                                 | Maarten Wynants                                     | Belgique                                            | Belkin                                              | 1                                                   |
| modifier                                            |                                                     |                                                     |                                                     |                                                     |

| Classement de l'étape | Classement de l'étape | Classement de l'étape | Classement de l'étape   | Classement de l'étape |
| --------------------- | --------------------- | --------------------- | ----------------------- | --------------------- |
|                       | Coureur               | Pays                  | Équipe                  | Point(s)              |
| 1er                   | Mark Cavendish        | Royaume-Uni           | Omega Pharma-Quick Step | 45                    |
| 2e                    | Peter Sagan           | Slovaquie             | Cannondale              | 35                    |
| 3e                    | Bauke Mollema         | Pays-Bas              | Belkin                  | 30                    |
| 4e                    | Jakob Fuglsang        | Danemark              | Astana                  | 26                    |
| 5e                    | Niki Terpstra         | Pays-Bas              | Omega Pharma-Quick Step | 22                    |
| 6e                    | Roman Kreuziger       | Tchéquie              | Saxo-Tinkoff            | 20                    |
| 7e                    | Alberto Contador      | Espagne               | Saxo-Tinkoff            | 18                    |
| 8e                    | Laurens ten Dam       | Pays-Bas              | Belkin                  | 16                    |
| 9e                    | Sylvain Chavanel      | France                | Omega Pharma-Quick Step | 14                    |
| 10e                   | Michael Rogers        | Australie             | Saxo-Tinkoff            | 12                    |
| 11e                   | Nicolas Roche         | Irlande               | Saxo-Tinkoff            | 10                    |
| 12e                   | Daniele Bennati       | Italie                | Saxo-Tinkoff            | 8                     |
| 13e                   | Maciej Bodnar         | Pologne               | Cannondale              | 6                     |
| 14e                   | Matteo Tosatto        | Italie                | Saxo-Tinkoff            | 4                     |
| 15e                   | André Greipel         | Allemagne             | Lotto-Belisol           | 2                     |
| modifier              |                       |                       |                         |                       |

### Cols et côtes
| \| Côte de Crotz (km 77,5) 4e catégorie \| Côte de Crotz (km 77,5) 4e catégorie \| Côte de Crotz (km 77,5) 4e catégorie \| Côte de Crotz (km 77,5) 4e catégorie \| Côte de Crotz (km 77,5) 4e catégorie \| \| ------------------------------------ \| ------------------------------------ \| ------------------------------------ \| ------------------------------------ \| ------------------------------------ \| \| \| Coureur \| Pays \| Équipe \| Point(s) \| \| 1er \| Pierre Rolland \| France \| Europcar \| 1 \| \| modifier \| \| \| \| \| |                |        |          |          |
| Côte de Crotz (km 77,5) 4e catégorie |                |        |          |          |
| | Coureur        | Pays   | Équipe   | Point(s) |
| 1er | Pierre Rolland | France | Europcar | 1        |
| modifier |                |        |          |          |

## Classements à l'issue de l'étape

### Classement général
| Classement général | Classement général     | Classement général | Classement général      | Classement général |
|                    | Coureur                | Pays               | Équipe                  | Temps              |
| ------------------ | ---------------------- | ------------------ | ----------------------- | ------------------ |
| 1er                | Christopher Froome     | Royaume-Uni        | Sky                     | en 51 h 0 min 30 s |
| 2e                 | Bauke Mollema          | Pays-Bas           | Belkin                  | + 2 min 28 s       |
| 3e                 | Alberto Contador       | Espagne            | Saxo-Tinkoff            | + 2 min 45 s       |
| 4e                 | Roman Kreuziger        | Tchéquie           | Saxo-Tinkoff            | + 2 min 48 s       |
| 5e                 | Laurens ten Dam        | Pays-Bas           | Belkin                  | + 3 min 1 s        |
| 6e                 | Jakob Fuglsang         | Danemark           | Astana                  | + 4 min 39 s       |
| 7e                 | Michał Kwiatkowski     | Pologne            | Omega Pharma-Quick Step | + 4 min 44 s       |
| 8e                 | Nairo Quintana         | Colombie           | Movistar                | + 5 min 18 s       |
| 9e                 | Jean-Christophe Péraud | France             | AG2R La Mondiale        | + 5 min 39 s       |
| 10e                | Joaquim Rodríguez      | Espagne            | Katusha                 | + 5 min 48 s       |
| modifier           |                        |                    |                         |                    |

### Classement par points
| Classement par points | Classement par points | Classement par points | Classement par points   | Classement par points |
| --------------------- | --------------------- | --------------------- | ----------------------- | --------------------- |
|                       | Coureur               | Pays                  | Équipe                  | Point(s)              |
| 1er                   | Peter Sagan           | Slovaquie             | Cannondale              | 357 points            |
| 2e                    | Mark Cavendish        | Royaume-Uni           | Omega Pharma-Quick Step | 273 pts               |
| 3e                    | André Greipel         | Allemagne             | Lotto-Belisol           | 217 pts               |
| modifier              |                       |                       |                         |                       |

### Classement du meilleur grimpeur
| Classement du meilleur grimpeur | Classement du meilleur grimpeur | Classement du meilleur grimpeur | Classement du meilleur grimpeur | Classement du meilleur grimpeur |
| ------------------------------- | ------------------------------- | ------------------------------- | ------------------------------- | ------------------------------- |
|                                 | Coureur                         | Pays                            | Équipe                          | Point(s)                        |
| 1er                             | Pierre Rolland                  | France                          | Europcar                        | 50 points                       |
| 2e                              | Christopher Froome              | Royaume-Uni                     | Sky                             | 33 pts                          |
| 3e                              | Richie Porte                    | Australie                       | Sky                             | 28 pts                          |
| modifier                        |                                 |                                 |                                 |                                 |

### Classement du meilleur jeune
| Classement général du meilleur jeune | Classement général du meilleur jeune | Classement général du meilleur jeune | Classement général du meilleur jeune | Classement général du meilleur jeune |
|                                      | Coureur                              | Pays                                 | Équipe                               | Temps                                |
| ------------------------------------ | ------------------------------------ | ------------------------------------ | ------------------------------------ | ------------------------------------ |
| 1er                                  | Michał Kwiatkowski                   | Pologne                              | Omega Pharma-Quick Step              | en 51 h 5 min 14 s                   |
| 2e                                   | Nairo Quintana                       | Colombie                             | Movistar                             | + 34 s                               |
| 3e                                   | Andrew Talansky                      | États-Unis                           | Garmin-Sharp                         | + 8 min 27 s                         |
| modifier                             |                                      |                                      |                                      |                                      |

### Classement par équipes
| Classement par équipes | Classement par équipes | Classement par équipes | Classement par équipes |
|                        | Équipe                 | Pays                   | Temps                  |
| ---------------------- | ---------------------- | ---------------------- | ---------------------- |
| 1re                    | Saxo-Tinkoff           | Danemark               | en 152 h 22 min 21 s   |
| 2e                     | Belkin                 | Pays-Bas               | + 2 min 32 s           |
| 3e                     | AG2R La Mondiale       | France                 | + 10 min 37 s          |
| modifier               |                        |                        |                        |

## Abandon
- Edvald Boasson Hagen (Sky) : non-partant